# Ahti Karjalainen (komponist)
Ahti Karjalainen (født 20. marts 1907 i Oulu - død 2. oktober 1986 i Jyväskylä, Finland) var en finsk komponist, trombonist, violinist, dirigent og lærer.
Karjalainen studerede komposition, violin og trombone på Musikkonservatoriet i Helsinki, og studerede komposition og direktion videre på Sibelius Akademiet hos bl.a. Erkki Melartin. Han underviste senere samme sted i både komposition og direktion. Karjalainen har skrevet to symfonier, orkesterværker, kammermusik, koncertmusik, symfoniske digtninge, vokalmusik etc. Han arbejdede som Trombonist og violinist i forskellige orkestre, og blev senere dirigent for Jyväskylä By Symfoniorkester.

## Udvalgte værker
- Symfoni nr. 1 (1948) - for orkester
- Symfoni nr. 2 (1976) - for orkester
- Symfoni nr. 3 "Mosquito Symfoni" (1978) - for orkester